# Cessna 177 Cardinal

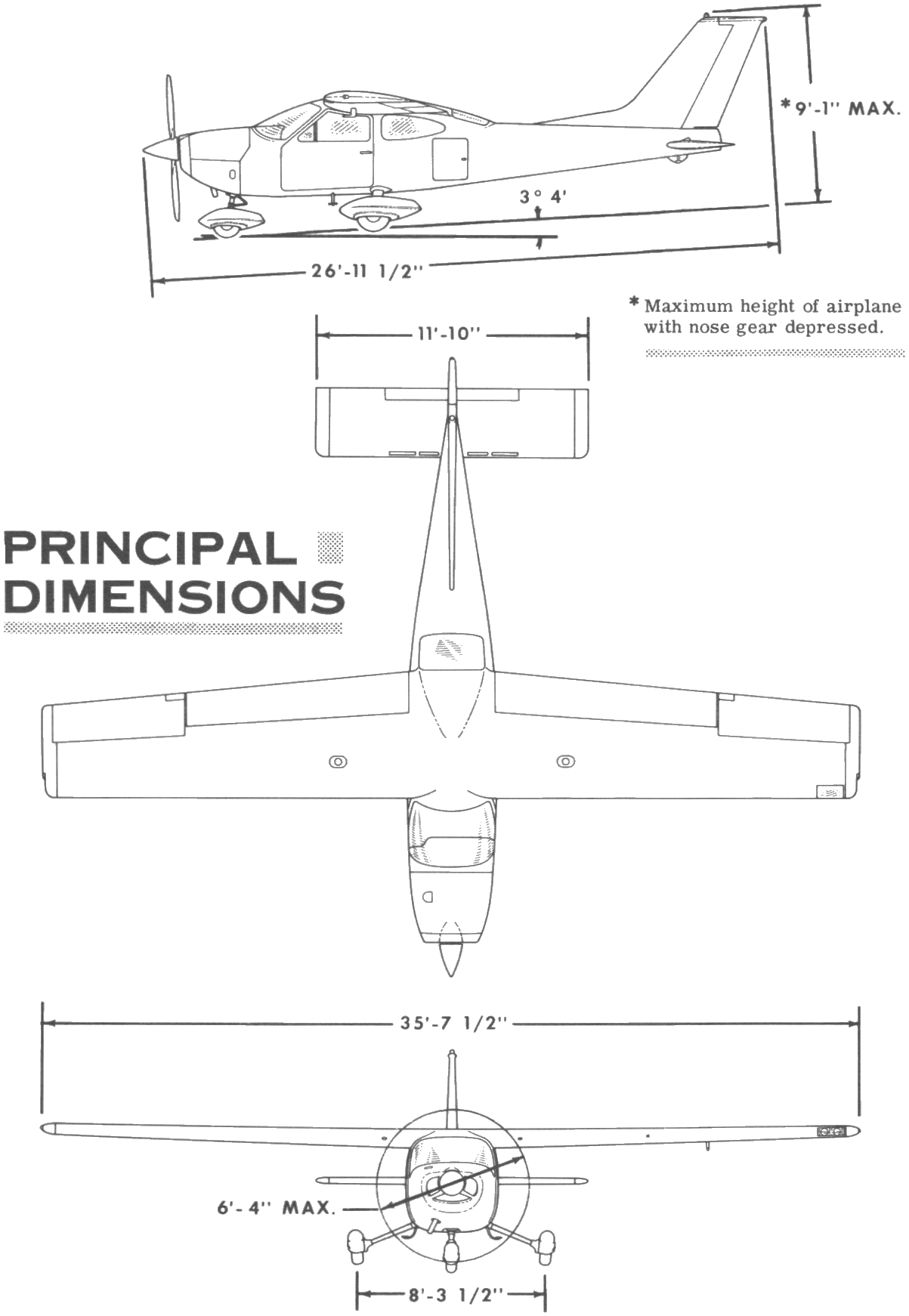
Cessna 177 Cardinal

Cessna 177 Cardinal — легкий одномоторний високоплан побудований компанією Cessna. Використовується в авіації загального призначення. Літак планувався на заміну легендарній моделі Cessna 172 Skyhawk . Модель була презентована в 1967 році та випускалася з 1968 по 1978 рік.

## Розробка
Cessna 177 був розроблений в середині 1960-х років, як спроба створити «футуристичну заміну Cessna 172 1970-х». Ця модель в першу чергу відрізняється іншим видом крила, (консольне крило, в якому відсутні підйомні стійки попередніх моделей) що має ламінарний тип. 177 — це єдиний серійний високомоторний одномоторний Cessna, починаючи з серій Cessna 190 і 195, який має як фіксовані шасі, так і консольне крило без підкосу.
В 1971 році Cessna зробила експеримент під назвою «Тихий кардинал» (подібний до Beechcraft QU-22 Pave Eagle). Ця тестова модель мала двигун Ванкеля з великим трьохлопатевим гвинтом діаметром 100 дюймів, ремінний редуктор і систему вихлопу, що проходила крізь всю довжину фюзеляжу нагору.
Версія 1968-го року була презентована наприкінці 1967-го та мала двигун потужністю 150 сил (112 кВт). Головною метою Cessna 177 було покращити огляд пілота під час розвороту літака. В Cessna 172 пілот сидить під крилом і має обмежену видимість під част поворотів літака, оскільки крило закриває можливість огляду. Інженери спробували вирішити цю проблему змістивши сидіння пілота трохи вперед, але це також призвело до зміщення центру мас літака.